# Fly in the Sky
Fly in the Sky (deutsch Fliege am Himmel) ist ein britischer Kurzfilm von Vera Neubauer aus dem Jahr 2010. In Deutschland feierte der Film am 30. April 2010 bei den Internationalen Kurzfilmtagen in Oberhausen Weltpremiere.

## Handlung
„Nehmen wir an, eine Fliege ist in ein Spinnennetz geraten und die Spinne hat sie ausgesaugt. Das ist eine universelle Tatsache und eine solche Tatsache kann man nicht vergessen. Sollte eine solche Tatsache in Vergessenheit geraten, wäre dies ein Schandfleck im Universum. Verstehen Sie mich?“

## Kritiken
„Im Großen und Ganzen gesehen: ein ehemaliges Kloster als Ort der idyllischen Stille und des weltabgewandten Rückzugs. Im schmutzigen Detail: Eingesperrt sein, verzweifelte Fluchtversuche. Hier kommt keiner lebend raus. Insektenhorror und Sakralkunst gehen eine unflätige Verbindung ein.“

## Auszeichnungen
Internationale Kurzfilmtage Oberhausen 2010
- Lobende Erwähnung der Kinojury